# Камінний Яр (Астраханська область)
Камінний Яр (рос. Каменный Яр) — село у Чорноярському районі Астраханської області Російської Федерації.
Населення становить 923 особи (2015). Входить до складу муніципального утворення Чорноярська сільрада.

## Історія
Населений пункт розташований на території українського етнічного та культурного краю Жовтий Клин. Від 1928 року належить до Чорноярського району.
Згідно із законом від 6 серпня 2004 року органом місцевого самоврядування до 1 вересня 2016 року була Каменноярська сільрада. Відтак, після його ліквідації, стало підпорядковуватися Чорноярській сільраді.

## Населення
| 2002 | 2010 | 2014 | 2015 |
| ---- | ---- | ---- | ---- |
| 1102 | ↘988 | ↘932 | ↘923 |